# Anthurium schottianum
Anthurium schottianum är en kallaväxtart som beskrevs av Thomas Bernard Croat och R.A.Baker. Anthurium schottianum ingår i släktet Anthurium och familjen kallaväxter. Inga underarter finns listade.